# Joachim Mester
Joachim Mester (* 1948) ist ein deutscher Sportwissenschaftler und Hochschullehrer.

## Leben
Mester absolvierte zwischen 1967 und 1974 an der Universität Bochum ein Lehramtsstudium für Gymnasium in den Fächern Sportwissenschaften, Pädagogik, Anglistik und Biologie, welches er mit dem ersten Staatsexamen abschloss.
Nach der Promotion an der Technischen Universität Dortmund im Jahr 1978 und der Habilitation (Thema: „Diagnostik von Wahrnehmung und Koordination im Sport“) 1985 trat er 1986 eine Professorenstelle für Trainingswissenschaft an der Deutschen Sporthochschule Köln (DSHS) an. Er wurde Leiter des Instituts für Trainingswissenschaft und Sportinformatik. Von 1989 bis 1991 hatte er an der DSHS das Amt des Prorektors für Lehre, Studium und Studienreform inne. Von 1991 bis 1999 war er Rektor der Sporthochschule.
Von 1987 bis 1989 gehörte Mester dem Vorstand der Deutschen Vereinigung für Sportwissenschaft an.
Mester war Mitglied in den wissenschaftlichen Beiräten des Deutschen Sportbundes sowie des Landessportbundes Nordrhein-Westfalen, er beriet die deutsche Nationalmannschaft Ski Alpin in wissenschaftlichen Fragen und leitete den Sportwissenschaftsausschuss des Deutschen Tennis Bundes. Als Vorsitzender führte er das Deutsche Forschungszentrum für Leistungssport an. Er gehörte bis 1993 zu den Mitgliedern des Gründungsausschusses der Sportwissenschaftlichen Fakultät der Universität Leipzig.
Auf internationaler Ebene engagierte sich Mester ebenfalls in sportwissenschaftlichen Vereinigungen: Er saß im Vorstand des Weltrats für Sportwissenschaft und war Vorsitzender des Vereins „European College of Sport Science“.
Zu den Schwerpunkten seiner wissenschaftlichen Arbeit gehörten Fragen der Leistungsdiagnostik und -steuerung. Mester leitete zahlreiche Forschungsprojekte, unter anderem zu trainingswissenschaftlichen Untersuchungen in den Sportarten Tennis, Triathlon, Inline-Skating, Leichtathletik, und Skisport. Bereits in den 1970er Jahren fertigte er Arbeiten zum EDV-Einsatz in sportlichen Zusammenhängen an und leitete ab 2002 ein Projekt zum Thema „Online-Campus der Deutschen Sporthochschule Köln“.